# Persone di nome Mara
| Questa pagina contiene informazioni ricavate automaticamente dalle voci biografiche con l'ausilio del template Bio e di un bot. L'aggiornamento è periodico e automatico e ricostruisce completamente la pagina. Se manca una persona in questa lista, sei pregato di non aggiungerla, ma accertati piuttosto che la sua voce biografica contenga il template Bio e che i dati anagrafici siano correttamente compilati. Se il template Bio manca, inseriscilo tu stesso o, in alternativa, metti l'avviso {{tmp\|Bio}} che ne segnala la mancanza. Se i dati riportati sono sbagliati, correggi direttamente la voce biografica; le modifiche saranno visibili in questa lista entro pochi giorni. Per chiarimenti vedi il progetto antroponimi. La lista contiene solo le 54 persone che sono citate nell'enciclopedia e per le quali è stato implementato correttamente il template Bio. Pagina aggiornata al 22 giu 2025. |

Questa è una lista di persone presenti nell'enciclopedia che hanno il nome Mara, suddivise per attività principale.

## Attrici(6)
- Mara Berni, attrice italiana (Brunate, n. 1932)
- Mara Corday, attrice, modella e showgirl statunitense (Santa Monica, n. 1930 - Santa Clarita, † 2025)
- Mara Cruz, attrice spagnola (Madrid, n. 1941)
- Mara Scherzinger, attrice tedesca (Titisee-Neustadt, n. 1989)
- Mara Taquin, attrice belga (Bruxelles, n. 1997)
- Mara Wilson, attrice statunitense (Burbank, n. 1987)

## Calciatrici(3)
- Mara Assoni, calciatrice italiana (n. 1995)
- Mara Bâtea, calciatrice rumena (Cluj-Napoca, n. 1995)
- Mara Ferretti, ex calciatrice italiana (Melzo, n. 1992)

## Cantanti(7)
- Mara, cantante italiana (Milano, n. 1968)
- Mara Cubeddu, cantante italiana (Monza, n. 1956)
- Mara Del Rio, cantante e produttrice discografica italiana (Rocca Santa Maria, n. 1927 - Milano, † 2019)
- Mara, cantante russa (Mosca, n. 1978)
- Mara Mauri, cantante italiana (Milano, n. 1928)
- Brunetta, cantante italiana (Cascina, n. 1945)
- Mara Čukleva, cantante e attrice bulgara (Plovdiv, n. 1896 - Italia)

## Cantautrici(1)
- Mara Redeghieri, cantautrice italiana (Verbania, n. 1961)

## Cestiste(6)
- Mara Cunningham, ex cestista statunitense (Appleton, n. 1973)
- Mara Fullin, ex cestista e allenatrice di pallacanestro italiana (Venezia, n. 1965)
- Mara Lakić, ex cestista jugoslava (Gradačac, n. 1963)
- Mara Marchizotti, cestista argentina (Buenos Aires, n. 1994)
- Mara Nimis, ex cestista e allenatrice di pallacanestro italiana (Brindisi, n. 1969)
- Mara Salvia, ex cestista italiana (n. 1960)

## Cicliste su strada(1)
- Mara Abbott, ex ciclista su strada statunitense (Boulder, n. 1985)

## Conduttrici televisive(1)
- Mara Venier, conduttrice televisiva e attrice italiana (Venezia, n. 1950)

## Danzatrici(1)
- Mara Galeazzi, ballerina italiana (Chiari, n. 1973)

## Filosofi(1)
- Mara bar Serapion, filosofo e scrittore siro (Samosata)

## Maratonete(1)
- Mara Yamauchi, maratoneta e mezzofondista britannica (Oxford, n. 1973)

## Modelle(2)
- Mara Carisi, modella e attrice italiana (Torino, n. 1919 - Roma, † 1979)
- Mara Darmousli, ex modella e attrice greca (Ptolemaida, n. 1981)

## Nuotatrici(2)
- Mara Brunetti, nuotatrice artistica italiana (Roma, n. 1976)
- Mara Sacchi, ex nuotatrice italiana (Milano, n. 1948)

## Opinioniste(1)
- Mara Santangelo, opinionista e ex tennista italiana (Latina, n. 1981)

## Pallavoliste(1)
- Mara Green, pallavolista statunitense (McDonough, n. 1994)

## Pattinatrici di short track(2)
- Mara Urbani, pattinatrice di short track italiana (Bormio, n. 1976)
- Mara Zini, ex pattinatrice di short track italiana (Sondalo, n. 1979)

## Pesiste(1)
- Mara Rosolen, ex pesista e discobola italiana (Motta di Livenza, n. 1965)

## Politiche(8)
- Mara Bizzotto, politica italiana (Bassano del Grappa, n. 1972)
- Mara Carocci, politica italiana (Roma, n. 1954)
- Mara Colla, politica italiana (Collecchio, n. 1950)
- Mara Gabrilli, politica e scrittrice brasiliana (San Paolo, n. 1967)
- Mara Lapia, politica italiana (Nuoro, n. 1976)
- Mara Mucci, politica italiana (Bologna, n. 1982)
- Mara Scagni, politica italiana (Alessandria, n. 1955)
- Mara Valdinosi, politica italiana (Cesena, n. 1959)

## Principesse(1)
- Mara Branković, principessa serba (Vučitrn, n. 1420 - Costantinopoli, † 1487)

## Produttrici discografiche(1)
- Mara Maionchi, produttrice discografica, personaggio televisivo e opinionista italiana (Bologna, n. 1941)

## Psichiatre(1)
- Mara Selvini Palazzoli, psichiatra italiana (Milano, n. 1916 - Milano, † 1999)

## Registe(1)
- Mara Cantoni, regista, cantautrice e saggista italiana (Milano, n. 1951)

## Sceneggiatrici(1)
- Mara Brock Akil, sceneggiatrice e produttrice televisiva statunitense (Los Angeles, n. 1970)

## Schermitrici(1)
- Mara Navarria, ex schermitrice italiana (Udine, n. 1985)

## Scrittrici(1)
- Mara De Paulis, scrittrice e giornalista italiana

## Soprani(1)
- Mara Zampieri, soprano italiano (Padova, n. 1951)

## Tuffatrici(1)
- Mara Aiacoboae, tuffatrice rumena (Bacău, n. 1994)